# Elliott Cresson Medal

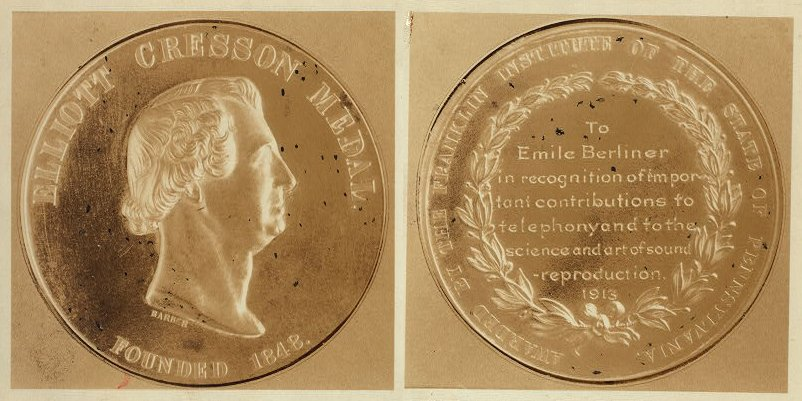
Elliott Cresson Medal, consegnata ad Emile Berliner nel 1913

La Elliott Cresson Medal, nota anche come Elliott Cresson Gold Medal, è stato il più alto riconoscimento conferito dal Franklin Institute. Venne istituita da Elliott Cresson, membro a vita del Franklin Institute, con un premio di 1000 $ nel 1848.
Il premio veniva riconosciuto "per qualche scoperta nelle arti e delle scienze, o per l'invenzione o il miglioramento di qualche macchina utile, o per qualche nuovo processo o combinazione di materiali, o per abilità d'ingegno o perfezione nella lavorazione. La medaglia venne conferita, per la prima volta, nel 1875, 21 anni dopo la morte di Cresson.
Il Franklin Institute continuò ad assegnare la medaglia fino al 1998, quando riorganizzò l'assegnazione dei riconoscimenti sotto il The Benjamin Franklin Awards. Vennero assegnate 268 Elliott Cresson Medals durante la valenza del premio.
| Anno | Assegnatario                           | Categoria                                | Citazione |
| ---- | -------------------------------------- | ---------------------------------------- | --- |
| 1875 | William Gibson A. Bonwill              | Scienze biologiche                       | Martello dentale elettromagnetico |
| 1875 | Fiss, Banes, Erben & Co.               | Ingegneria                               | Inventore della lana pettinata |
| 1875 | Powers & Weightman                     | Ingegneria                               | Farmacologia |
| 1875 | William P. Tatham                      | Invenzione                               | Pressa per la stampa |
| 1875 | Benjamin Chew Tilghman                 | Ingegneria                               | Sabbiatura |
| 1875 | Joseph Zentmayer                       | Ingegneria                               | Microscopi e obbiettivi |
| 1877 | John Charlton                          | Ingegneria                               | Accoppiamento albero |
| 1877 | P. H. Dudley                           | Ingegneria                               | Dynomagrafo |
| 1878 | Henry Bower                            | Chimica                                  | Glicerina inodore |
| 1878 | Cyrus Chambers, Jr.                    | Ingegneria                               | Bulloni e rivetti clipper |
| 1878 | Williams Farr Goodwin                  | Ingegneria                               | Test competitivi su falciatrici |
| 1879 | Norbert Delandtsheer                   | Invenzioni                               | Macchina per l'industria del lino |
| 1880 | Louis H. Spellier                      | Invenzione                               | Telegrafo |
| 1881 | W. Woodnut Griscom                     | Ingegneria                               | Motore e batteria ad induzione elettrica |
| 1885 | Cyprien Chabot                         | Ingegneria                               | Macchina per cucire scarpe |
| 1885 | Frederick Siemens                      | Ingegneria                               | Bruciatore a gas rigenerativo |
| 1886 | Patrick Bernard Delany                 | Ingegneria                               | Telegrafo sincrono |
| 1886 | Thaddeus S. C. Lowe                    | Ingegneria                               | Processo di gas acqua ed apparati |
| 1886 | Ott & Brewer                           | Ingegneria                               | Oggetti in porcellana |
| 1886 | Pratt & Whitney Co.                    | Ingegneria                               | Ingranaggi dentati |
| 1886 | Robert H. Ramsay                       | Ingegneria                               | Trasporto di auto a mezzo ferrovia |
| 1886 | Liberty Walkup                         | Ingegneria                               | Aerografo |
| 1887 | Charles F. Albert                      | Ingegneria                               | Violini e archetti |
| 1887 | Hugo Bilgram                           | Ingegneria                               | Ingranaggi elicoidali |
| 1887 | Alfred H. Cowles                       | Ingegneria                               | Forni elettrici per fusione |
| 1887 | Eugene H. Cowles                       | Ingegneria                               | Forni elettrici per fusione |
| 1887 | Thomas Shaw                            | Ingegneria                               | Test sui gas di miniera e sistemi di segnalazione |
| 1889 | Edward Alfred Cowper                   | Invenzione                               | Telegrafo scrivente |
| 1889 | Ottmar Mergenthaler                    | Ingegneria                               | Linotype |
| 1889 | T. Hart Robertson                      | Invenzione                               | Telegrafo scrivente |
| 1889 | George Frederick Simonds               | Ingegneria                               | Macchina a rotolamento |
| 1890 | James B. Hammond                       | Ingegneria                               | Miglioramenti a macchina da scrivere |
| 1890 | Herman Hollerith                       | Computer e scienze cognitive             | Apparecchi elettrici di calcolo |
| 1890 | Mayer Hayes & Co.                      | Ingegneria                               | Schedari |
| 1891 | Stockton Bates                         | Ingegneria                               | Supporto per perni e mandrini |
| 1891 | James H. Bevington                     | Ingegneria                               | Trafilatura di tubi |
| 1891 | Bradley Allen Fiske                    | Ingegneria                               | Telemetro |
| 1891 | Tinius Olsen                           | Ingegneria                               | Macchine per test |
| 1891 | Edwin F. Shaw                          | Ingegneria                               | Supporto per perni e mandrini |
| 1891 | Samuel M. Vauclain                     | Ingegneria                               | Ferrovie |
| 1891 | George M. Von Culin                    | Ingegneria                               | Supporto per perni e mandrini |
| 1892 | Philip H. Holmes                       | Ingegneria                               | Composizione per la stampa dei giornali |
| 1892 | Henry M. Howe                          | Ingegneria                               | Metallurgia dell'acciaio |
| 1893 | Clifford H. Batchellor                 | Ingegneria                               | Ferrovia |
| 1893 | Frederic Eugene Ives                   | Ingegneria                               | Fotografia a colori |
| 1893 | George E. Marks                        | Scienze biologiche                       | Miglioramento arti artificiali |
| 1893 | Paul von Jankó                         | Ingegneria                               | Pianoforte Jankó |
| 1894 | Nicola Tesla                           | Ingegneria                               | Corrente alternata ad alta frequenza |
| 1895 | Henry M. Howe                          | Ingegneria                               | Ricerche sperimentali sull'acciaio |
| 1895 | James Peckover                         | Invenzione                               | Macchina per il taglio della pietra |
| 1895 | Lester Allan Pelton                    | Ingegneria                               | Ruota ad acqua |
| 1896 | Patrick Bernard Delany                 | Ingegneria                               | Telegrafo ad alta velocità |
| 1896 | Tolbert Lanston                        | Invenzione                               | Monotype |
| 1897 | Hamilton Y. Castner                    | Ingegneria                               | Processo di decomposizione elettrolitica di cloruri alcalini |
| 1897 | Elisha Gray                            | Ingegneria                               | Teleautografo |
| 1897 | Charles Francis Jenkins                | Invenzione                               | Proiettore |
| 1897 | Wilhelm Conrad Röntgen                 | Fisica                                   | Scoperta dei raggi X |
| 1897 | Joseph Wilckes                         | Invenzione                               | Econometro |
| 1898 | Wilbur Olin Atwater                    | Ingegneria                               | Calorimetro |
| 1898 | Thomas Corscaden                       | Ingegneria                               | Puleggia in acciaio battuto |
| 1898 | Clemens Hirschel                       | Invenzione                               | Tubo Venturi |
| 1898 | Henri Moissan                          | Ingegneria                               | Studi su suo forno elettrico |
| 1898 | Edward Bennett Rosa                    | Ingegneria                               | Calorimetro |
| 1900 | American Cotton Company                | Ingegneria                               | Processo di lavorazione |
| 1900 | Louis Edward Levy                      | Ingegneria                               | Metodo ed apparato per l'incisione di piastre metalliche con l'acido |
| 1900 | Pencoyd Iron Works                     | Ingegneria                               | Costruzione di ponti |
| 1900 | United States Geological Survey        | Scienze della terra                      | Mostra USGS |
| 1900 | Carl Auer von Welsbach                 | Chimica                                  | Ossidi metallici |
| 1901 | Rudolph Diesel                         | Ingegneria                               | Motore Diesel |
| 1901 | John S. Forbes                         | Chimica                                  | Processo di riscaldamento e sterilizzazione automatica di fluidi |
| 1901 | Lewis M. Haupt                         | Ingegneria                               | Reazione Breakwater |
| 1901 | Mason & Hamlin Company                 | Ingegneria                               | Canne d'organo Liszt |
| 1901 | A. G. Waterhouse                       | Ingegneria                               | Processo di riscaldamento e sterilizzazione automatica di fluidi |
| 1902 | Charles Ernest Acker                   | Ingegneria                               | Produzione di alcali caustici e gas alogeni |
| 1902 | Fred W. Taylor                         | Ingegneria                               | Processo di trattamento utensili in acciaio |
| 1902 | Maunsel White                          | Ingegneria                               | Processo di trattamento utensili in acciaio |
| 1903 | G. H. Clam                             | Ingegneria                               | Separazione di metalli in leghe |
| 1903 | Joseph L. Ferrell                      | Ingegneria                               | Processo per rendere la legna resistente al fuoco |
| 1903 | Wilson Lindsley Gill                   | Ingegneria; computer e scienze cognitive | Piano di istruzione scolastica |
| 1903 | Victor Moritz Goldschmidt              | Ingegneria                               | Teoria dell'armonia musicale |
| 1903 | Frank J. Sprague                       | Ingegneria                               | Trazione elettrica |
| 1904 | James Mapes Dodge                      | Ingegneria                               | Stivaggio del carbone |
| 1904 | Wilson Lindsley Gill                   | Ingegneria; computer e scienze cognitive | Piano di istruzione scolastica |
| 1904 | Hans Goldschmidt                       | Fisica                                   | Reazione alluminotermica |
| 1904 | Louis E. Levy                          | Ingegneria                               | Macchina per la preparazione di piastre per incisione |
| 1904 | L. D. Lovekin                          | Ingegneria                               | Macchina pe flangiatura tubi |
| 1904 | Alexander E. Outerbridge, Jr.          | Ingegneria                               | Struttura molecolare della ghisa |
| 1904 | John Clinton Parker                    | Ingegneria                               | Generatore di vapore |
| 1905 | Gray National Telautograph Company     | Ingegneria                               | Teleautografo |
| 1905 | Michael Idvorsky Pupin                 | Fisica                                   | Riduzione dell'attenuazione delle onde elettriche |
| 1906 | American Paper Bottle Company          | Ingegneria                               | Cartoni per latte |
| 1906 | William Joseph Hammer                  | (non specificato)                        | Collezione storica di lampade ad incandescenza di Hammer |
| 1907 | Baldwin Locomotive Works               | Ingegneria                               | Contributo all'evoluzione di American Locomotive |
| 1907 | John L. Borsch                         | Fisica                                   | Nuove lenti bifocali |
| 1907 | J. Allen Heany                         | Ingegneria                               | Filo isolato ignifugo |
| 1907 | Ferdinand Philips                      | Ingegneria                               | Puleggia in acciaio pressato per trasmissione di potenza |
| 1907 | Edward R. Taylor                       | Chimica                                  | Forno elettrico per la produzione di bisolfito di carbonio |
| 1908 | Romeyn Beck Hough                      | Ingegneria                               | Uso di legni americani |
| 1908 | Anatole Mallet                         | Ingegneria                               | Miglioramenti su locomotive articolate |
| 1909 | Marie Curie                            | Chimica                                  | Scoperta del radio |
| 1909 | Pierre Curie                           | Chimica                                  | Scoperta del radio |
| 1909 | Wolfgang Gaede                         | Ingegneria                               | Pompa molecolare |
| 1909 | James Gayley                           | Ingegneria                               | Essiccamento in fornaci per polveri |
| 1909 | Auguste e Louis Lumière                | Ingegneria                               | Fotografia a colori |
| 1909 | George Owen Squier                     | Ingegneria                               | Telefonia multiplex |
| 1909 | Benjamin Talbot                        | Ingegneria                               | Processi di produzione dell'acciaio |
| 1909 | Walter Victor Turner                   | Ingegneria                               | Freni ad aria |
| 1909 | Underwood Typewriter Co.               | Ingegneria                               | Macchina da scrivere Underwood |
| 1909 | Alexis Vernasz                         | Ingegneria                               | Fresatura |
| 1909 | H. A. Wise Wood                        | Ingegneria                               | Macchina Autoplate |
| 1910 | Automatic Electric Company             | Ingegneria                               | Sistema automatico di telefonia |
| 1910 | John A. Brashear                       | Fisica                                   | Strumenti astronomici |
| 1910 | Peter Cooper Hewitt                    | Invenzione                               | Valvole ad arco di mercurio |
| 1910 | John Fritz                             | Ingegneria                               | Opere sull'industria del ferro e dell'acciaio |
| 1910 | Robert Abbott Hadfield                 | Ingegneria                               | Opere sulle scienze metallurgiche |
| 1910 | Ernest Rutherford                      | Ingegneria                               | Opere sulla teoria dell'elettricità |
| 1910 | Joseph John Thomson                    | Fisica                                   | Opere su scienze fisiche |
| 1910 | Edward Weston                          | Ingegneria                               | Opere sulla scoperta dell'elettricità |
| 1910 | Harvey W. Wiley                        | Scienze biologiche                       | Opere sulla chimica in agricoltura |
| 1912 | Alexander Graham Bell                  | Ingegneria                               | Trasmissione elettrica del parlato |
| 1912 | William Crookes                        | Chimica                                  | Scoperte in chimica |
| 1912 | Alfred E Noble                         | Ingegneria                               | Opere sull'ingegneria civile |
| 1912 | Edward Williams Morley                 | Chimica                                  | Determinazione delle grandezze fondamentali in chimica |
| 1912 | Albert A. Michelson                    | Fisica                                   | Studi sull'ottica |
| 1912 | Sir Henry Enfield Roscoe               | Chimica                                  | Importanti ricerche sulla chimica |
| 1912 | Samuel Wesley Stratton                 | Ingegneria                               | Opere sulla metrologia |
| 1912 | Elihu Thomson                          | Ingegneria                               | Applicazioni industriali dell'elettricità |
| 1912 | Adolf von Baeyer                       | Chimica                                  | Ricerche sulla chimica organica |
| 1913 | Emile Berliner                         | Ingegneria                               | Contributi alla telefonia e alla scienza della riproduzione del suono |
| 1913 | Hermann Emil Fischer                   | Scienze biologiche                       | Chimica organica e biologia |
| 1913 | Sir William Ramsay                     | Chimica                                  | Scoperte nel settore della chimica |
| 1913 | Isham Randolph                         | Ingegneria                               | Opere sull'ingegneria civile |
| 1913 | John Strutt                            | Fisica                                   | Ricerche sulle scienze fisiche |
| 1913 | Albert Sauveur                         | Ingegneria                               | Metallografia di acciaio e ferro |
| 1913 | Charles Proteus Steinmetz              | Ingegneria                               | Metodi analitici sull'ingegneria elettrica |
| 1914 | Josef Maria von Eder                   | Chimica                                  | Ricerche in foto-chimica |
| 1914 | Carl Paul Gottfried von Linde          | Ingegneria                               | Liquefazione dei gas e refrigerazione |
| 1914 | Edgar Fahs Smith                       | Chimica                                  | Opere nel settore dell'elettro-chimica |
| 1914 | Orville Wright                         | Ingegneria                               | Arte e scienza dell'aviazione |
| 1915 | Michael J. Owens                       | Ingegneria                               | Soffiatrice automatica per la produzione di bottiglie |
| 1916 | American Telephone & Telegraph Company | Ingegneria                               | Sviluppo dell'arte della telefonia |
| 1916 | Byron E. Eldred                        | Ingegneria                               | Filo a bassa espansione per lampade ad incandescenza |
| 1916 | Robert Gans                            | Ingegneria                               | Processo di addolcimento delle acque |
| 1917 | Edwin Fitch Northrup                   | Ingegneria                               | Studi su fornaci elettriche e alte temperature |
| 1918 | Isaac Newton Lewis                     | Ingegneria                               | Mitragliatrice Lewis |
| 1920 | William LeRoy Emmet                    | Ingegneria                               | Propulsione elettrica navale |
| 1923 | Lee DeForest                           | Ingegneria                               | Valvole Audion |
| 1923 | Raymond D. Johnson                     | Ingegneria                               | Valvola idraulica |
| 1923 | Albert Kingsbury                       | Ingegneria                               | Cuscinetto assiale |
| 1925 | Francis Hodgkinson                     | Ingegneria                               | Applicazioni turbo-elettriche |
| 1926 | George Ellery Hale                     | Fisica                                   | Ricerche astronomiche sul sole, atmosfera solare e fisica solare |
| 1926 | Charles S. Hastings                    | Ingegneria                               | Sistemi ottici |
| 1927 | Dayton Miller                          | Fisica                                   | Ricerche nel campo del suono |
| 1927 | Edward Leamington Nichols              | Fisica                                   | Ricerche sulle scienze fisiche |
| 1928 | Gustaf W. Elmen                        | Ingegneria                               | Permalloy |
| 1928 | Henry Ford                             | Ingegneria                               | Per aver rivoluzionato l'industria automobilistica e ottenuto la leadership industriale |
| 1928 | Vladimir Karapetoff                    | Computer; scienze cognitive              | Dispositivi di elaborazione cinematica |
| 1928 | Charles Lawrance                       | Ingegneria                               | Motori aeronautici ad architettura radiale Whirlwind, Model J-5 |
| 1929 | James Colquhoun Irvine                 | Scienze biologiche                       | Chimica dei carboidrati |
| 1929 | Chevalier Jackson                      | Scienze biologiche                       | Strumenti per la rimozione di corpi estranei dalle vie respiratorie e canali alimentari |
| 1929 | Elmer Ambrose Sperry                   | Ingegneria                               | Strumenti di navigazione e registrazione (giroscopio) |
| 1930 | Norman Rothwell Gibson                 | Fisica                                   | Misura del flusso dei liquidi in condotte chiuse |
| 1930 | Irving Edwin Moultrop                  | Ingegneria                               | Caldaie a vapore ad alta pressione nelle centrali elettriche |
| 1931 | Clinton Joseph Davisson                | Fisica                                   | Diffusione e diffrazione di elettroni nei cristalli |
| 1931 | Lester Halbert Germer                  | Fisica                                   | Diffusione e diffrazione di elettroni nei cristalli |
| 1931 | Kotaro Honda                           | Ingegneria                               | Contributi su magnetismo e metallurgia |
| 1931 | Theodore Lyman                         | Fisica                                   | Opere sulla spettroscopia |
| 1932 | Percy W. Bridgman                      | Fisica                                   | Opere sull'alta pressione |
| 1932 | Charles LeGeyt Fortescue               | Ingegneria                               | Coordinate simmetriche in reti polifase |
| 1932 | John B. Whitehead                      | (non specificato)                        | Comportamento dielettrico |
| 1933 | Walther Bauersfeld                     | Fisica                                   | Planetarium ottico |
| 1933 | Juan de la Cierva                      | Ingegneria                               | Aeronautica |
| 1934 | Stuart Ballantine                      | Ingegneria                               | Antenna verticale per trasmissioni radio |
| 1934 | Union Switch & Signal                  | Ingegneria                               | Continui segnali di cabina e sistemi di controllo automatico dei treni |
| 1936 | George O. Curme                        | Chimica                                  | Composti alifatici |
| 1936 | Robert J. Van de Graaff                | Ingegneria                               | Generatore elettrostatico ad alto voltaggio |
| 1937 | Carl David Anderson                    | Chimica                                  | Scoperta del positrone |
| 1937 | William Bowie                          | Scienze della terra                      | Contributi alla scienza della geodesia |
| 1937 | Jacques E. Brandenberger               | Ingegneria                               | Invenzione e produzione del cellophane |
| 1937 | William F. Giauque                     | Fisica                                   | Ricerche sulle basse temperature |
| 1937 | Ernest O. Lawrence                     | Ingegneria                               | Sviluppo del ciclotrone |
| 1938 | Edwin H. Land                          | Ingegneria                               | Polaroid |
| 1939 | Charles Vernon Boys                    | Fisica                                   | Creazione di nuovi metodi per la misurazione della gravitazione, suono, calore, radiazioni e corrente elettrica e statica                                                                                                |
| 1939 | George Ashley Campbell                 | Ingegneria                               | Teoria dei circuiti elettrici per miglioramenti nella telefonia |
| 1939 | John R. Carson                         | Ingegneria                               | Contributi alle comunicazioni elettriche |
| 1940 | Frederick M. Backet                    | Ingegneria                               | Basso tenore di carbonio nelle leghe di ferro e elettro-metallurgia |
| 1940 | Robert R. Williams                     | Scienze biologiche                       | Ricerche su Vitamina B1, tra cui il suo isolamento allo stato puro in quantità sufficiente per un ulteriore studio |
| 1941 | United States Navy                     | Ingegneria                               | Dispositivi di soccorso sottomarino, polmone artificiale e camera di salvataggio |
| 1942 | Claude Silbert Hudson                  | Scienze biologiche                       | Ricerche sulla chimica dei carboidrati |
| 1942 | Isidor Isaac Rabi                      | Fisica                                   | Misurazione di momenti magnetici dei nuclei atomici e loro spettri di frequenza radio |
| 1943 | Charles Metcalf Allen                  | Ingegneria                               | Metodo della velocità del sale per misurare il flusso di acqua nelle condotte |
| 1944 | Roger Adams                            | Chimica                                  | Contributi sulla chimica organica |
| 1945 | Stanford Caldwell Hooper               | Ingegneria                               | Leadership nel campo della radio per la U.S. Navy |
| 1945 | Lewis Ferry Moody                      | Ingegneria                               | Turbine idrauliche |
| 1946 | Gladeon M. Barnes                      | Ingegneria                               | Contributi per la progettazione e lo sviluppo di cannoni anti-aerei, carri armati, artiglieria costiera e affusti saldati                                                                                                |
| 1948 | Edwin H. Colpitts                      | Ingegneria                               | Sistemi pratici per comunicazioni a lunga distanza |
| 1950 | Basil Ferdinand Jamieson Schonland     | Fisica                                   | Opere nel campo dell'elettricità atmosferica e sul meccanismo di scarica del fulmine |
| 1952 | Edward C. Molina                       | Ingegneria                               | Contributi al miglioramento delle comunicazioni telefoniche applicando probabilità matematiche allo studio di traffico telefonico e invenzione di apparecchiature di commutazione                                        |
| 1952 | H. Birchard Taylor                     | Ingegneria                               | Sviluppo della turbina a reazione verticale |
| 1953 | William Blum                           | Fisica                                   | Basi scientifiche per l'elettro-deposizione dei metalli |
| 1953 | George Russell Harrison                | Fisica                                   | Precisione nella misurazione dell'effetto Zeeman |
| 1953 | William F. Meggers                     | Fisica                                   | Contributi nel campo della spettroscopia e della conoscenza della struttura elettronica di molti elementi |
| 1955 | F. Philip Bowden                       | Fisica                                   | Per approfondite indagini che coinvolgono l'attrito tra superfici solide |
| 1957 | Willard F. Libby                       | Fisica                                   | Tecnica della datazione con il carbonio radioattivo |
| 1957 | Reginald James Seymour Pigott          | Ingegneria                               | Realizzazioni in ingegneria, invenzioni e leadership |
| 1957 | Robert Alexander Watson-Watt           | Ingegneria                               | Radar ad impulsi e sviluppo di sistemi radar |
| 1958 | Joseph C. Patrick                      | Chimica                                  | Scoperte nei polimeri polisolfurici e nuovi processi di combinare composti chimici per la produzione di gomma sintetica                                                                                                  |
| 1958 | Stephen P. Timoshenko                  | Ingegneria                               | Teoria dell'elesticità e stabilità elastica |
| 1959 | John Hays Hammond                      | Ingegneria                               | Sviluppo del radiocomando di veicoli in movimento |
| 1959 | Henry Charles Harrison                 | Ingegneria                               | Principio d'impedenza nei dispositivi elettromeccanici |
| 1959 | Irving Wolff                           | Ingegneria                               | Contributi su radio, radar ed elettronica |
| 1960 | Hugh Latimer Dryden                    | Ingegneria                               | Contributi sulla teoria e l'applicazione dell'aerodinamica, ricerche sulla galleria del vento e progettazione degli aeromobili e contributi per la progettazione e lo sviluppo del primo missile guidato automaticamente |
| 1960 | Arpad Ludwig Nadai                     | Ingegneria                               | Opere pionieristiche sull'elasticità dei materiali |
| 1960 | William Francis Gray Swann             | Fisica                                   | Significativi studi nel campo delle radiazioni cosmiche |
| 1961 | Donald A. Glaser                       | Fisica                                   | Camera a bolle per il monitoraggio e fotografia delle tracce delle particelle ionizzanti ad alta energia e frammenti di collisioni nucleari                                                                              |
| 1961 | Rudolf L. Mössbauer                    | Fisica                                   | Scoperta di emissione senza rinculo |
| 1961 | Reinhold Rudenberg                     | Ingegneria                               | Prestazioni dei sistemi elettrici di potenza |
| 1961 | James Alfred Van Allen                 | Fisica                                   | Realizzazioni pionieristiche nel campo della scienza spaziale, radiazioni delle fasce di Van Allen |
| 1962 | James G. Baker                         | Fisica                                   | Innovazioni nella progettazione di strumenti astronomici e matematica della progettazione ottica |
| 1962 | Wernher von Braun                      | Ingegneria                               | Motori di razzi a combustibile liquido e sviluppo di razzi |
| 1963 | Nicholas Christofilos                  | Fisica                                   | Contributi all'elettromagnetismo applicato e alla fisica nucleare come la concezione del principio di focalizzazione forte nel sincrotrone, per l'esperimento ARGUS e principi alla base dello sviluppo di Astron        |
| 1963 | Grote Reber                            | Fisica                                   | Radio astronomia, primi radio telescopio e identificazione della prima radio star |
| 1964 | Waldo L. Semon                         | Ingegneria                               | Realizzazioni in produzione di gomma naturale e sintetica |
| 1964 | Richard V. Southwell                   | Fisica                                   | Soluzione dei problemi di instabilità in fisica e ingegneria |
| 1964 | Robert Rathbun Wilson                  | Fisica                                   | I contributi al controllo e alla direzione di fasci di particelle ad alta energia come progettista di strumentazione per la misura dei fenomeni fisici ad alta energia                                                   |
| 1965 | Donald Dexter Van Slyke                | Scienze biologiche                       | Procedure di chimica clinica e apparati |
| 1966 | Everitt P. Blizard                     | Fisica                                   | Sviluppo della teoria di schermatura delle radiazioni |
| 1966 | Herman Francis Mark                    | Chimica                                  | Polimeri |
| 1968 | Neil Bartlett                          | Chimica                                  | Fluorine composti di xeno e radon |
| 1969 | Henry Eyring                           | Chimica                                  | Calcoli meccanica quantistica su energie di attivazione |
| 1969 | Peter Carl Goldmark                    | Ingegneria                               | Contributi nel campo dell'elettronica |
| 1970 | Walter Henry Zinn                      | Ingegneria                               | Tecnologia dei reattori nucleari |
| 1971 | Paul J. Flory                          | Chimica                                  | Scienza dei polimeri |
| 1971 | John Hasbrouck Van Vleck               | Fisica                                   | Teorie sul magnetismo e dielettricità |
| 1972 | Brian D. Josephson                     | Fisica                                   | Effetto Josephson e teoria della materia a basse temperature |
| 1972 | William Powell Lear                    | Ingegneria                               | Sviluppo di complete manovre col pilota automatico e jet Lear |
| 1973 | Allan R. Sandage                       | Fisica                                   | Astronomia |
| 1973 | John Paul Stapp                        | Scienze biologiche                       | Ricerche sulle ferite da incidente |
| 1974 | Theodore L. Cairns                     | Chimica                                  | Composti di percyano, la sintesi e l'esplorazione di proprietà chimiche e fisiche |
| 1974 | Robert H. Dicke                        | Fisica                                   | Esperimenti sulla teoria gravitazionale |
| 1974 | Arie Jan Haagen-Smit                   | Scienze della terra                      | Ormoni vegetali e chimica dell'inquinamento atmosferico |
| 1974 | Bruno B. Rossi                         | Fisica                                   | Raggi cosmici e astronomia a raggi gamma |
| 1975 | Mildred Cohn                           | Scienze biologiche                       | Analisi dei complessi enzimatici nella risonanza magnetica nucleare |
| 1975 | Michael James Lighthill                | Fisica                                   | Quadrupla teoria acustica di generazione di rumore aerodinamico |
| 1976 | Leon Lederman                          | Fisica                                   | In prima linea nella sperimentazione e nello studio delle interazioni ad alta energia, forze nucleari e fisica delle particelle                                                                                          |
| 1978 | Herbert C. Brown                       | Chimica                                  | Sviluppo di metodi per la sintesi di diborano e metallo alcalino idruro |
| 1978 | Frank H. Stillinger                    | Chimica                                  | Simulazione al computer delle molecole d'acqua |
| 1979 | Steven Weinberg                        | Fisica                                   | Teoria del campo unificato delle interazioni nucleari deboli e delle interazioni elettromagnetiche |
| 1980 | Riccardo Giacconi                      | Fisica                                   | Opere sull'astronomia a raggi X |
| 1981 | Marion King Hubbert                    | Scienze della terra                      | Applicazione di metodi quantitativi ai problemi geologici |
| 1982 | Harold P. Eubank                       | Fisica                                   | Fisica del plasma |
| 1982 | Edgar Bright Wilson, Jr.               | Fisica                                   | Contributi alla comprensione delle strutture molecolari e dinamiche |
| 1984 | Elizabeth F. Neufeld                   | Scienze biologiche                       | Per le indagini di genetica sulle malattie da accumulo di mucopolisaccaridi |
| 1985 | Robert N. Clayton                      | Ingegneria                               | Per l'applicazione della spettrografia di massa alle ricerche in geoscienza |
| 1985 | Andrei Sakharov                        | Fisica                                   | Per i contributi alle reazioni termonucleari controllate, alla sintesi del barione e al decadimento del protone, sulla gravità indotta e sul modello di quark                                                            |
| 1986 | Leo P. Kadanoff                        | Fisica                                   | Per i contributi all'attuale comprensione della transizione di fase del secondo ordine |
| 1987 | Gerd Binnig                            | Fisica                                   | Per lo sviluppo del microscopio a effetto tunnel |
| 1987 | Heinrich Rohrer                        | Fisica                                   | Per lo sviluppo del microscopio a effetto tunnel |
| 1988 | Harry G. Drickamer                     | Ingegneria                               | Per aver chiarito il ruolo della pressione nella produzione di transizione paramagnetiche-ferromagnetiche e conduttori-isolatori                                                                                         |
| 1989 | Edward Norton Lorenz                   | Fisica                                   | Per l'interpretazione del caos dinamico nella fisica dei sistemi |
| 1990 | Marlan O. Scully                       | Fisica                                   | Per le sue scoperte nel campo della fisica del laser e dell'ottica quantistica, nella fisica atomica e statistica e nell'ingegneria biologica                                                                            |
| 1991 | Yakir Aharonov                         | Fisica                                   | Per le osservazioni di potenziali elettromagnetici e intuizioni in meccanica quantistica |
| 1991 | David Bohm                             | Fisica                                   | Studi sugli elevati potenziali elettromagnetici allo stato di osservazione fisica |
| 1992 | Lap-Chee Tsui                          | Scienze biologiche                       | Per la scoperta del gene della fibrosi cistica |
| 1995 | Marvin H. Caruthers                    | Scienze biologiche                       | Per i suoi contributi sull'automatizzazione della sintesi di oligonucleotidi di DNA |
| 1995 | Alfred Y. Cho                          | Fisica                                   | Per lo sviluppo e la raffinazione delle tecniche di epitassia a fascio molecolare per l'uso in fisica quantistica |
| 1997 | Irwin Fridovich                        | Scienze biologiche                       | Per aver scoperto la biologia delle reazioni dei radicali liberi negli organismi viventi |
| 1997 | Joe Milton McCord                      | Scienze biologiche                       | Per aver scoperto la biologia delle reazioni dei radicali liberi negli organismi viventi |